# Excelsior
Excelsior :

ختم ولاية نيويورك

(بالأنجليزية:"ever upward") وتعني «إلي أعلي دائما» وهي كلمة لاتينية	. تستخدم الكلمة كشعار لولاية نيويورك. في عام 1784، خلال جولة لجورج واشنطن أشار إلى نيويورك باسم «مقر الإمبراطورية». ومنذ ذلك الحين، عمل سكان نيويورك أن ترقى الولاية إلى الشعار.
تم اعتماد الشعار في عام 1778 كشعار لولاية نيويورك ليتم وضعه علي علم وختم الولاية، كما يظهر أيضا علي شعار النبالة.